# Ferran Monegal
Ferran Monegal (Barcelona, 4 de agosto de 1947) es un periodista y presentador y crítico de televisión español.

## Biografía
Se licenció en periodismo por la Escuela de Periodismo de Barcelona en 1973. Durante su trayectoria profesional ha sido crítico teatral en el diario Tele/eXpres, ha sido entrevistador en La Vanguardia y llegó a ser subdirector de El Noticiero Universal. En abril de 1991 fue el primer director del Diario Claro, el primer proyecto de prensa sensacionalista a gran escala en España, pero los editores le cesaron de su cargo a los veintidós días del lanzamiento, en un despido que más tarde fue declarado nulo en los tribunales. El Diario Claro cerró tres meses después de su cese. En 1993 recaló en El Periódico de Catalunya como columnista, donde trabaja desde entonces. En ese tiempo se ha especializado en crítica televisiva. También ejerce esa labor en Julia en la Onda, el programa de radio de Julia Otero en Onda Cero.
Desde septiembre de 2003 hasta junio de 2013 fue director y presentador del programa semanal TeleMonegal en Barcelona Televisió. Este espacio fue el primer programa de crítica televisiva existente en la televisión española y obtuvo buenas cifras de audiencia a pesar de ser una televisión local.
En 2018 tiene un espacio en el programa de televisión La Sexta Noche donde analiza la actualidad sin filtros y con un toque de humor.